# Korsjespoort
De Korsjespoort was een van de vijf oorspronkelijke stadspoorten van Amsterdam. De niet meer bestaande poort stond aan het Singel aan de noordwestkant van de middeleeuwse stad, bij de Korsjespoortbrug, de huidige Blauwburgwal.
De Korsjespoort was een kleine poort in de stadsmuren die eind 15e eeuw aangelegd werden. De poort heette oorspronkelijk Heijmanstoren maar werd vernoemd naar een houtzager, Cors (Corsgen) Tijmensz, die van 1481 tot 1528 in de toren woonde en waarschijnlijk als poortwachter diende. Het Rijksmuseum heeft een prent van de poort in bezit, gemaakt door Jan Goeree in 1723. De afbeelding is getiteld "De oude Korsjes Poort. 1544".
De poort is verdwenen na de stadsuitbreidingen in de 17e eeuw, toen de oorspronkelijke stadsmuren werden afgebroken en het Singel haar verdedigingsfunctie verloor.
De huidige Corsgenbrug (Korsjesbrug) over het Singel is niet vernoemd naar de Korsjespoort maar naar een houtkoper genaamd Corsgen Jacobsz die in de 15e eeuw een boomgaard had aan het Singel. De Korsjespoortsteeg (geboorteplaats van Multatuli) en Korte Korsjespoortsteeg liggen aan beide kanten van de brug en zijn naar de brug vernoemd.